# Uladzislaŭ Kaljatjonak
Uladzislaŭ Anatolevitj Kaljatjonak, belarusiska: Уладзіслаў Анатолевіч Калячонак, eller Vladislav Anatoljevitj Koljatjonok, ryska: Владислав Анатольевич Колячонок, född 26 maj 2001, är en belarusisk professionell ishockeyback som spelar för Utah Hockey Club i National Hockey League (NHL).
Han har tidigare spelat för Arizona Coyotes i NHL; HK Dinamo Minsk i Kontinental Hockey League (KHL); Syracuse Crunch och Tucson Roadrunners i American Hockey League (AHL) samt London Knights och Flint Firebirds i Ontario Hockey League (OHL).
Kaljatjonak draftades av Florida Panthers i andra rundan i 2019 års draft som 52:a spelare totalt.

## Statistik
| 2016–2017  | Vitryssland U17    | VL         | 32  | 3  | 7  | 10 | 22 | — | — | — | — | — |
|            | Vitryssland U18    | VL         | 6   | 0  | 0  | 0  | 4  | 3 | 0 | 0 | 0 | 0 |
| 2017–2018  | Vitryssland U18    | VL         | 43  | 5  | 15 | 20 | 24 | 4 | 0 | 0 | 0 | 4 |
|            | Vitryssland U17    | VL         | 2   | 0  | 1  | 1  | 0  | — | — | — | — | — |
| 2018–2019  | London Knights     | OHL        | 1   | 0  | 1  | 1  | 0  | — | — | — | — | — |
|            | Flint Firebirds    | OHL        | 53  | 4  | 25 | 29 | 44 | — | — | — | — | — |
| 2019–2020  | Flint Firebirds    | OHL        | 53  | 12 | 21 | 33 | 22 | — | — | — | — | — |
| 2020–2021  | HK Dinamo Minsk    | KHL        | 46  | 1  | 5  | 6  | 18 | — | — | — | — | — |
|            | Syracuse Crunch    | AHL        | 10  | 0  | 2  | 2  | 0  | — | — | — | — | — |
| 2021–2022  | Arizona Coyotes    | NHL        | 32  | 1  | 2  | 3  | 6  | — | — | — | — | — |
|            | Tucson Roadrunners | AHL        | 33  | 2  | 12 | 14 | 10 | — | — | — | — | — |
| 2022–2023  | Arizona Coyotes    | NHL        | 2   | 0  | 0  | 0  | 0  | — | — | — | — | — |
|            | Tucson Roadrunners | AHL        | 71  | 3  | 18 | 21 | 52 | 3 | 1 | 0 | 1 | 2 |
| 2023–2024  | Arizona Coyotes    | NHL        | 5   | 1  | 3  | 4  | 2  | — | — | — | — | — |
|            | Tucson Roadrunners | AHL        | 36  | 8  | 3  | 11 | 14 | 2 | 0 | 0 | 0 | 0 |
| 2024–2025  | Utah Hockey Club   | NHL        | 8   | 1  | 1  | 2  | 2  | — | — | — | — | — |
| NHL totalt | NHL totalt         | NHL totalt | 47  | 3  | 6  | 9  | 10 | — | — | — | — | — |
| KHL totalt | KHL totalt         | KHL totalt | 46  | 1  | 5  | 6  | 18 | — | — | — | — | — |
| AHL totalt | AHL totalt         | AHL totalt | 150 | 13 | 35 | 48 | 76 | 5 | 1 | 0 | 1 | 2 |
| OHL totalt | OHL totalt         | OHL totalt | 107 | 16 | 47 | 63 | 66 | — | — | — | — | — |

### Internationellt
| Källa: Uppdaterad: 2022-03-27 | Källa: Uppdaterad: 2022-03-27 | Källa: Uppdaterad: 2022-03-27 |         | Utv = Utvisningsminuter | Utv = Utvisningsminuter | Utv = Utvisningsminuter | Utv = Utvisningsminuter | Utv = Utvisningsminuter |
| År                            | Lag                           | Mästerskap                    | Matcher | Mål                     | Assists                 | Poäng                   | Utv                     |                         |
| ----------------------------- | ----------------------------- | ----------------------------- | ------- | ----------------------- | ----------------------- | ----------------------- | ----------------------- | ----------------------- |
| 2017                          | Vitryssland                   | EYOWF                         | 3       | 0                       | 1                       | 1                       | 2                       |                         |
| 2018                          | Vitryssland                   | U18-VM                        | 5       | 1                       | 1                       | 2                       | 4                       |                         |
| 2019                          | Vitryssland                   | U18-VM                        | 5       | 1                       | 4                       | 5                       | 6                       |                         |
| 2020                          | Vitryssland                   | JVM-D1 A                      | 2       | 0                       | 1                       | 1                       | 0                       |                         |
| Junior totalt                 | Junior totalt                 | Junior totalt                 | 15      | 2                       | 7                       | 9                       | 12                      |                         |